# Al-Dschauf (Libyen)
Al-Dschauf (arabisch الجوف, DMG al-Ǧauf, auch al-Jawf, italienisch el-Giof) ist das Verwaltungszentrum des Munizips al-Kufra in Libyen.
Al-Dschauf befindet sich im Gebiet der Kufra-Oasen. Die Ortschaft hatte 1984 etwa 17.320 Einwohner.